# Coupe de France de football 1967-1968
Navigation
Coupe de France 1966-1967 Coupe de France 1968-1969
La Coupe de France 1967-1968 est la 51e édition de la Coupe de France. Elle voit la victoire finale de l'AS Saint-Étienne sur les Girondins de Bordeaux le 12 mai 1968 sur le score de 2 buts à 1.

## Trente-deuxièmes de finale
| Division        | Club                     | Score      | Club                      | Division        |
| --------------- | ------------------------ | ---------- | ------------------------- | --------------- |
| Division 1 (D1) | AC Ajaccio               | 3 - 2 a.p. | Stade rennais UC          | Division 1 (D1) |
| Division 1 (D1) | FC Nantes                | 10 - 0     | Stade dinannais           | DH (D4)         |
| Division 1 (D1) | OGC Nice                 | 2 - 1      | FC Villefranche-sur-Saône | CFA (D3)        |
| CFA (D3)        | UMS Montélimar           | 2 - 1      | AS Cannes                 | Division 2 (D2) |
| Division 2 (D2) | Nîmes Olympique          | 1 - 0      | Olympique de Marseille    | Division 1 (D1) |
| CFA (D3)        | US Quevilly              | 2 - 0 a.p. | Stade héninois            | DH (D4)         |
| Division 1 (D1) | FC Rouen                 | 2 - 0      | RC Calais                 | DH (D4)         |
| Division 1 (D1) | Red Star FC              | 0 - 0 a.p. | Stade de Reims            | Division 2 (D2) |
| Division 1 (D1) | FC Sochaux-Montbéliard   | 5 - 1      | SEC Bastia                | Division 2 (D2) |
| Division 1 (D1) | RC Strasbourg            | 1 - 0      | CS Pierrots Strasbourg    | CFA (D3)        |
| Division 2 (D2) | SC Toulon                | 1 - 0      | AS Aix-en-Provence        | Division 1 (D1) |
| Division 1 (D1) | US Valenciennes-Anzin    | 1 - 0      | US Granville              | DH (D4)         |
| DH (D4)         | UCK Vannes               | 1 - 0      | Jeunesse villenavaise     | CFA (D3)        |
| DH (D4)         | AC Mouzon                | 2 - 0      | Stade lavallois           | CFA (D3)        |
| CFA (D3)        | USM Malakoff             | 3 - 0      | FC Grenoble               | Division 2 (D2) |
| Division 1 (D1) | Olympique lyonnais       | 1 - 0      | FC Sète                   | DH (D4)         |
| CFA (D3)        | GFC Ajaccio              | 2 - 1 a.p. | AS Monaco FC              | Division 1 (D1) |
| Division 1 (D1) | Angers SCO               | 3 - 1      | Stade briochin            | DH (D4)         |
| Division 2 (D2) | AS Angoulême             | 2 - 0      | FC Pau                    | DH (D4)         |
| CFA (D3)        | FC Annecy                | 3 - 2      | FC Bourges                | CFA (D3)        |
| CFA (D3)        | AC Arles                 | 2 - 2 a.p  | EDS Montluçon             | CFA (D3)        |
| CFA (D3)        | AS Aulnoye               | 1 - 1 a.p. | AC Évreux                 | CFA (D3)        |
| Division 2 (D2) | Olympique avignonnais    | 2 - 1 a.p. | AS Béziers                | Division 2 (D2) |
| Division 1 (D1) | FC Girondins de Bordeaux | 4 - 0      | Coqs Rouges Bordeaux      | DH (D4)         |
| CFA (D3)        | Stade brestois           | 1 - 0      | Limoges FC                | Division 2 (D2) |
| Division 2 (D2) | Entente Chaumont AC      | 4 - 2      | SC Amiens                 | CFA (D3)        |
| DH (D4)         | CSL Dijon                | 2 - 1      | RCFC Besançon             | Division 2 (D2) |
| Division 2 (D2) | US Dunkerque             | 1 - 0      | Lille OSC                 | Division 1 (D1) |
| Division 1 (D1) | RC Lens                  | 1 - 0      | SC Abbeville              | CFA (D3)        |
| Division 1 (D1) | FC Metz                  | 2 - 2 a.p. | Entente BFN               | CFA (D3)        |
| Division 2 (D2) | AS Nancy-Lorraine        | 2 - 0      | FC Mulhouse 1893          | CFA (D3)        |
| Division 1 (D1) | AS Saint-Étienne         | 2 - 1      | RC Paris-Sedan            | Division 1 (D1) |
| Matches rejoués |                          |            |                           |                 |
| Division 2 (D2) | Red Star FC              | 2 - 1      | Stade de Reims            | Division 2 (D2) |
| CFA (D3)        | AS Aulnoye               | 2 - 1      | AC Évreux                 | CFA (D3)        |
| CFA (D3)        | AC Arles                 | 1 - 0      | EDS Montluçon             | CFA (D3)        |
| Division 1 (D1) | FC Metz                  | 3 - 1      | Entente BNF               | CFA (D3)        |

## Seizièmes de finale
| Division        | Club                     | Score      | Club                  | Division        |
| --------------- | ------------------------ | ---------- | --------------------- | --------------- |
| Division 1 (D1) | FC Girondins de Bordeaux | 1 - 0      | RC Lens               | Division 1 (D1) |
| CFA (D3)        | GFC Ajaccio              | 2 - 2 a.p. | AC Ajaccio            | Division 1 (D1) |
| Division 1 (D1) | AS Saint-Étienne         | 4 - 0      | USM Malakoff          | CFA (D3)        |
| Division 1 (D1) | RC Strasbourg            | 0 - 0 a.p. | AC Arles              | CFA (D3)        |
| Division 1 (D1) | FC Sochaux-Montbéliard   | 1 - 0 a.p. | UMS Montélimar        | CFA (D3)        |
| Division 1 (D1) | Red Star FC              | 3 - 0      | UCK Vannes            | DH (D4)         |
| Division 1 (D1) | FC Rouen                 | 2 - 0      | Entente Chaumont AC   | Division 2 (D2) |
| CFA (D3)        | US Quevilly              | 4 - 0      | AC Mouzon             | DH (D4)         |
| Division 1 (D1) | FC Nantes                | 1 - 0 a.p. | FC Annecy             | CFA (D3)        |
| Division 1 (D1) | OGC Nice                 | 2 - 1      | AS Aulnoye            | CFA (D3)        |
| Division 2 (D2) | AS Nancy-Lorraine        | 2 - 1 a.p. | Stade brestois        | CFA (D3)        |
| Division 1 (D1) | FC Metz                  | 0 - 0 a.p. | Olympique avignonnais | Division 2 (D2) |
| Division 1 (D1) | Olympique lyonnais       | 1 - 0      | SC Toulon             | Division 2 (D2) |
| Division 2 (D2) | US Dunkerque             | 3 - 0      | CSL Dijon             | DH (D4)         |
| Division 2 (D2) | AS Angoulême             | 2 - 1      | Nîmes Olympique       | Division 2 (D2) |
| Division 1 (D1) | Angers SCO               | 1 - 0      | US Valenciennes-Anzin | Division 1 (D1) |
| Matches rejoués |                          |            |                       |                 |
| Division 1 (D1) | RC Strasbourg            | 2 - 0      | AC Arles              | CFA (D3)        |
| CFA (D3)        | GFC Ajaccio              | 1 - 0      | AC Ajaccio            | Division 1 (D1) |
| Division 1 (D1) | FC Metz                  | 1 - 0      | Olympique avignonnais | Division 2 (D2) |

## Huitièmes de finale
| Division        | Club                     | Score      | Club               | Division        |
| --------------- | ------------------------ | ---------- | ------------------ | --------------- |
| Division 2 (D2) | AS Angoulême             | 2 - 0      | FC Rouen           | Division 1 (D1) |
| Division 1 (D1) | FC Girondins de Bordeaux | 2 - 0      | GFC Ajaccio        | CFA (D3)        |
| Division 2 (D2) | US Dunkerque             | 1 - 0      | OGC Nice           | Division 1 (D1) |
| Division 1 (D1) | FC Metz                  | 2 - 1      | AS Nancy-Lorraine  | Division 2 (D2) |
| CFA (D3)        | US Quevilly              | 1 - 0      | Olympique lyonnais | Division 1 (D1) |
| Division 1 (D1) | FC Sochaux-Montbéliard   | 2 - 1      | FC Nantes          | Division 1 (D1) |
| Division 1 (D1) | RC Strasbourg            | 0 - 0 a.p. | Red Star FC        | Division 1 (D1) |
| Division 1 (D1) | AS Saint-Étienne         | 2 - 1      | Angers SCO         | Division 1 (D1) |
| Matches rejoués |                          |            |                    |                 |
| Division 1 (D1) | RC Strasbourg            | 1 - 0      | Red Star FC        | Division 1 (D1) |

## Quarts de finale
| Division        | Club                     | Score      | Club          | Division        |
| --------------- | ------------------------ | ---------- | ------------- | --------------- |
| CFA (D3)        | US Quevilly              | 4 - 0      | US Dunkerque  | Division 2 (D2) |
| Division 1 (D1) | FC Sochaux-Montbéliard   | 1 - 2 a.p. | AS Angoulême  | Division 2 (D2) |
| Division 1 (D1) | FC Girondins de Bordeaux | 1 - 1 a.p. | RC Strasbourg | Division 1 (D1) |
| Division 1 (D1) | AS Saint-Étienne         | 1 - 0      | FC Metz       | Division 1 (D1) |
| Matches rejoués |                          |            |               |                 |
| Division 1 (D1) | FC Girondins de Bordeaux | 2 - 1      | RC Strasbourg | Division 1 (D1) |

## Demi-finale
| Division        | Club                     | Score      | Club         | Division        |
| --------------- | ------------------------ | ---------- | ------------ | --------------- |
| Division 1 (D1) | AS Saint-Étienne         | 1 - 1 a.p. | AS Angoulême | Division 2 (D2) |
| Division 1 (D1) | FC Girondins de Bordeaux | 2 - 1 a.p. | US Quevilly  | CFA (D3)        |
| Matches rejoués |                          |            |              |                 |
| Division 1 (D1) | AS Saint-Étienne         | 2 - 1      | AS Angoulême | Division 2 (D2) |

## Finale
Pour l'anecdote, il s'agit de la première finale de Coupe de France où un joueur est remplacé par un autre en cours de match. Ici, il s'agit du bordelais Carlos Ruiter qui cède sa place à Henri Duhayot à la 75e minute.
| Entraîneur :   |
| Albert Batteux |

| Entraîneur :       |
| Jean-Pierre Bakrim |

| Entraîneur :   |
| Albert Batteux |

| Entraîneur :       |
| Jean-Pierre Bakrim |